# Уедраого
Уедраого (д/н — 1132) — засновник першої держави мосі Тенкодого, нааба в 1120—1132 роках. Багато відомостей про нього насичено міфами та легендами. Ім'я перекладається як «Жеребець».

## Життєпис
Син Єнненги, принцеси з держави Дагомба, та сина вождя малінке Ріале (Раого). За легендою прагнучи знайти любов, Єнненга залишає землю свого батька, їдучи на своєму жеребці, який везе її до хатини в лісі. Тут зустрічає мисливця Ріале. Згодом народжується Уедраого (за іншим міфом — Массом, що вже був батьком Уедраого).
Уеадраого стає досвідченим вершником і лучником. За підтримки матері й дідуся Недеги, володаря Дагомби, створив державу мосі зі столицею в Тенкодого («Стара батьківщина»). Це сталося близько 1120 року. Дістав прізвисько Зунграна (Голова держави). Сам він прийняв титул нааба.
Він одружився з королевою Пуїрікетою, від якої мав трьох синів: Раву, Діабу Ломпо та Зунграну. Він помер від стріли, що влучила в груди під час битви проти Бусансі. 
Після смерті Уедраого велику державу розділили між його синами: Рава став наабою в Зандані (Зондамі), Зунгран — у Тенкодого, Діабу Ломпо в області ґурмів.